# Diamond Is Unbreakable
Diamond Is Unbreakable (яп. ダイヤモンドは砕けない, Дайямондо ва Кудакенай, Незламний Діамант) — четверта частина франшизи манґи JoJo's Bizarre Adventure авторства Хірохіко Аракі. Серії публікувалися в журналі Weekly Shonen Jump з 1992 до 1995 року. Всього було випущено 174 розділи, зібрані потім у 18 томів манґи. Дія сюжету відбувається після Stardust Crusaders і передує Vento Aureo.
Спочатку манґа була відома, як JoJo's Bizarre Adventure Part 4: Jōsuke Higashikata (яп. ジョジョの奇妙な冒険 第4部 東方仗助, Дзьосуке но Кімьо: на Боːкен Дай Йон Бу: Хіґасіката Дзьосуке, Химерні пригоди ДжоДжо Частина 4: Дзьосуке Хіґасіката)
За мотивами манґи у 2016 році було випущено аніме-серіал, що складається з 39 серій, а також до виходу 4 серпня 2017 року вийшов повнометражний фільм за участю живих акторів.

## Сюжет
Дія відбувається в Японії 1999 року, у вигаданому місті Моріо, де живе Джоске Хіґашіката, позашлюбний син Джозефа. З ним зв'язується Джотаро Куджо, ближній родич, щоб сповістити про наявність спадщини, яку Джоске може отримати від свого батька. Сам Джоске володіє стендом і довго думав, що є єдиним носієм подібної сили. Він розправляється з першим супротивником зі стендом — Анджело, але дізнається від нього, що в місті є власник чарівних артефактів — лука й стріли, які, пронизуючи людину, наділяють його силою стенда. Джоске швидко знаходить їх власників, і ними виявляються брати Кейте та Окуясу. Створюючи нових власників стендів, вони сподівалися вбити свого батька, проте Кейте вбиває стенд Red Hot Chili Pepper, що належить Акірі Отоїсі, і краде лук зі стрілою. Окуясу вирішує слідувати за Джоске. Головні герої знову намагаються знайти нового власника лука та стріли, щоб уникнути появи нових власників стендів.
У другій частині манґи Джоске та його союзники намагаються знайти і розправитися із серійним вбивцею на ім'я Кіра Йошікаґе, який вбиває жінок, щоб потім доглядати за їхніми відрубаними руками. Сам Кіра, щоб сховатися від переслідування, змінює собі зовнішність на вбитого ним Косаку Кавадзірі, офісного клерка, чоловіка та батька. Здається, що Кіра сховався надійно, але його починає підозрювати син Косаку Хаято, який може стати ключем до того, що Джоске вдасться знайти серійного вбивцю і врятувати життя його майбутніх жертв.

## Список персонажів
Джосуке Хіґашіката (яп. 東方 仗助, Хіґашіката Джосуке) — Головний герой. Позашлюбний син Джозефа Джостара та японки на ім'я Томоко Хіґашіката. На відміну від попередніх героїв, живе у рідному місті і періодично стикається з власниками стендів. Його кінцева мета — знайти чарівний артефакт: «лук та стрілу», що перетворює людей на нових власників стендів, а потім розправитися з маніяком та серійним убивцею — Йошікаґе Кірою.
Сейю: Оно Юкі
Джотаро Куджо (яп. 空条 承太郎, Кудзьо: Дзьотаро:) — родич Джосуке. Приїхав до Моріо, щоб знайти власника лука та стріли, а потім розправитися із серійним вбивцею. За 10 років до основних подій подорожував світом і вступав у бій з безліччю володарів стендів і, будучи «ветераном», має великий досвід у бою. Він чудовий стратег і детектив.
Сейю: Оно Дайсуке
Коїчі Хіросе (яп. 広瀬 康一, Хіросе Коїчі) — однокласник Джосуке, швидко стає його найкращим другом. Він новачок у школі і, незважаючи на свій вік, дуже низькорослий, живе разом із матір'ю та старшою сестрою. Пізніше між Джотаро та ним формуються стосунки як між учителем та вірним учнем.
Сейю: Кадзі Юкі
Окуясу Нідзімура (яп. 虹村 億泰) — один із двох братів Нідзімура, які володіли луком і стрілою, здатними обдаровувати людину стендом. Дуже нерозумний, чого не соромиться і, навпаки, часто в цьому визнається, і рідко розуміє логіку дій Джосуке. Після смерті брата стає найкращим другом Джосуке та його компаньйоном.
Сейю: Такагі Ватару
Рохан Кішібе (яп. 岸辺 露伴) — Відомий манґака, на момент подій Diamond Is Unbreakable нещодавно переїхав до Моріо. Одинак, що уникає суспільство людей, зарозумілий і егоїстичний. Спочатку уникав головних героїв, але потім погоджується допомогти їм у пошуках Йошікаґе Кіри.
Сейю: Сакурай Такахіро
Йошікаґе Кіра (яп. 吉良 吉影) — головний антагоніст. Неодружений чоловік 33 років, який живе у великому маєтку, офісний клерк і водночас серійний вбивця, який займається вбивством дівчат старших за 15 років. За допомогою свого стенда Killer Queen здатний вчиняти злочини, не залишаючи доказів.
Сейю: Морікава Тосіюкі

## Манґа

### Створення
Якщо в попередніх роботах Аракі, головний герой виступав у ролі мандрівника, то при створенні манґи Diamond Is Unbreakable Аракі вдається до абсолютно нової концепції, де головним місцем дії стає місто, в якому живе безліч носіїв стендів, і створює вигадане місто Моріо, прообразом якого послужило рідне місто манґаки — Сендай. Аракі зауважив, що більше не міг звертатися до концепції «крутого героя» та пригод, оскільки після успіху Stardust Crusaders нова манґа виглядала б вторинною і навряд чи змогла б досягти популярності. Тому Аракі вирішив зробити особливий акцент на розслідуваннях в умовах повсякденного життя, де головний герой, Джоске Хіґашіката, виступає в ролі Шерлока Холмса, а в ролі доктора Ватсона — Коїчі Хіросе. Манґака помітив, що використав Коїчі, щоб надати рух історії та поглибити навколо неї відчуття таємниці.

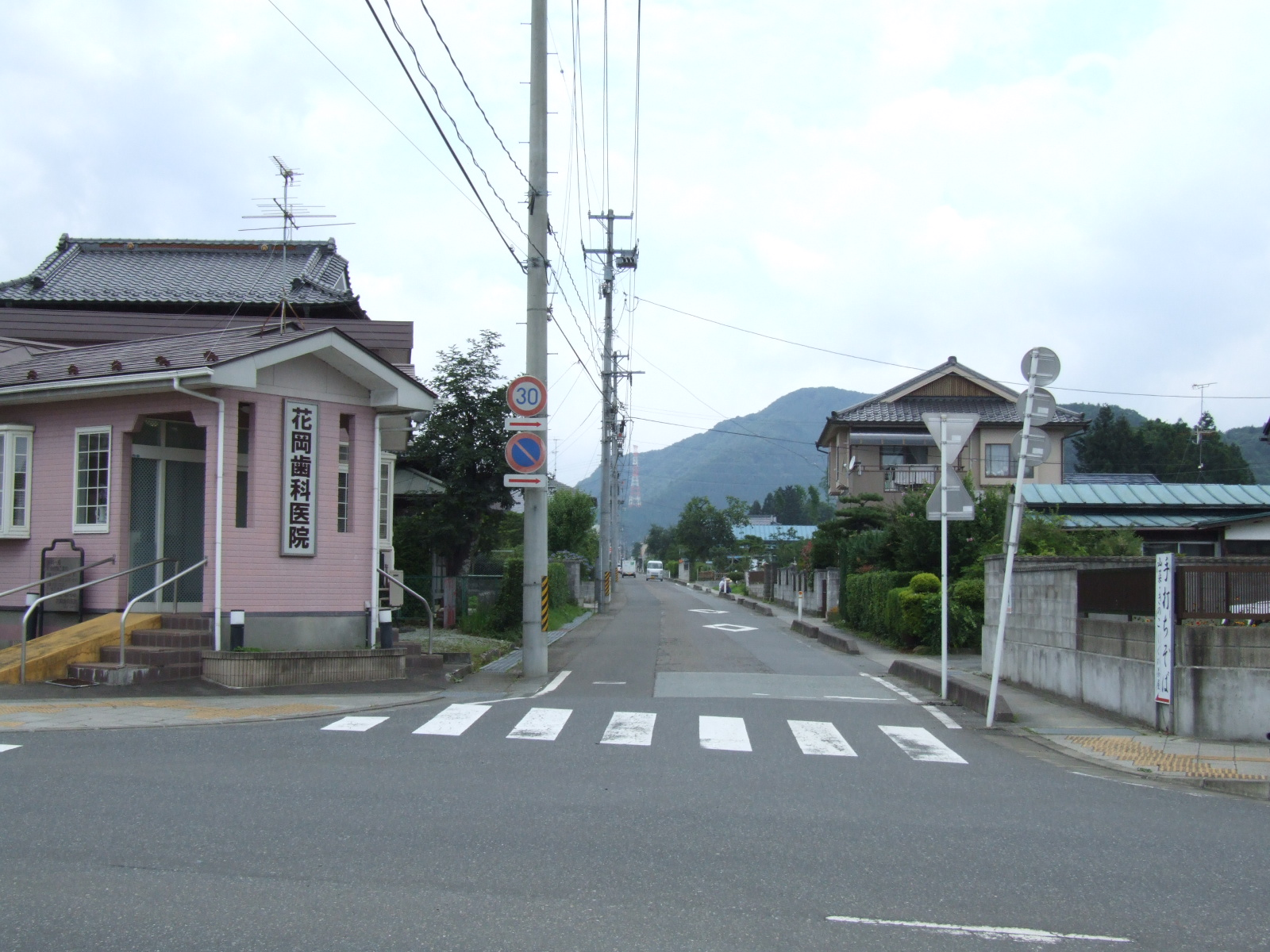
Прообразом для міста Моріо стали заміська частина японського міста Сендай.

Під час створення манґи у Японії проходила активна урбанізація населення, що породжувало нерозуміння старого і нового поколінь. Цю проблему Аракі вирішив відобразити і у новій манґі. В манґі Аракі прагнув зробити більший акцент на загадковості, де антагоністами можуть бути навіть знайомі чи сусіди головного героя. Якщо перші три частини манґи можна назвати типовими фентезі, то в четвертій частині манґи робиться значний акцент на реалізм і повсякденність.
Працюючи над героями, манґака хотів запровадити у сюжет деяких старих героїв із Stardust Crusaders — Джотаро Куджо та Джозефа Джостара. Однак, дотримуючись принципу, що головний герой залишається опорою для сюжету і «найцікавішим персонажем», Аракі навмисно відвів Джотаро і Джозефу незначні в сюжеті ролі та змінив їх особисті якості, які виправдовуються минулими роками після подій Stardust Crusaders. Наприклад, Джотаро став набагато спокійнішим і досвідченішим, як персонаж, а Джозеф — глибоким старцем. Одночасно опорою сюжету виступає Джоске, молодий і імпульсивний герой зі своїми достоїнствами і недоліками і проходить свою стадію зростання і розвитку в ході сюжету. Коїчі Хіросе, головний союзник Джоске, створювався як символ вірності та дружби, а Окуясу Нідзімура, другий головний союзник Джоске, створювався як персонаж-ґеґ і джерело гумору. Цікава ситуація, за твердженням Аракі, вийшла з другорядним персонажем на ім'я Рохан Кішибе, якого Аракі створив за своєю подобою. Спочатку Рохан мав виступати у ролі епізодичного антагоніста, проте манґаці дуже сподобався персонаж, і він вирішив приділити йому більше уваги у сюжеті. У якийсь момент Рохан став улюбленим персонажем манґаки, проте Аракі довелося стежити за тим, щоб персонаж, як і раніше, залишався в тіні головних героїв Джоске та Коїчі Хіросе.
Створюючи головного лиходія Йошікаґе Кіру, Аракі наділив його «філософією вторинності», тобто якщо типовий головний лиходій, як правило, сам виявляє ініціативу і є «альфою» свого колективу, то Кіра, навпаки, вважає за краще залишатися «сірою мишею» і дотримується принципу невтручання виявляючи ініціативу лише з метою самооборони. Таку філософію персонажа Аракі перейняв у Кобри, головного героя із манги Space Cobra. За словами Аракі, у нього виникли серйозні проблеми при написанні кінцівки, оскільки здатність стенда Йошікаґе Кіри Killer Queen виявилася надто досконалою, щоб її могли перемогти головні герої. Манґаці треба було продумати сюжет, де Кіру можна було б перемогти. Аракі зазначив, «що зовсім би не здивувався, що Джоске не був здатний перемогти Кіру».
Саме в цій манґі Аракі змінює свій авторський стиль, поступово відмовляючись від класичного шьонен-стилю персонажів з 80-х років із перекаченими тілами. Так, починаючи з 30 глави манґи, персонажі Аракі стають поступово гнучкішими та граціознішими, їх риси обличчя помітно пом'якшуються, робиться акцент на об'ємності носа та губ. Такий стиль Аракі продовжуватиме й надалі розвивати в наступних частинах манґи. При створенні четвертої та п'ятої частин манґи Diamond Is Unbreakable та Vento Aureo автор надихався італійською культурою, зокрема скульптурами Мікеланджело, з яких намагався змалювати пози персонажів.
Примітна історія, за твердженням автора, вийшла з другорядним персонажем на ім'я Рохан Кішибе, оскільки багато читачів і знайомих Араки повірили в те, що даного персонажа автор створив за своєю подобою та характером. З цієї причини деякі знайомі вирішили, що Аракі повинен поводитися буквально як персонаж і почали побоюватися його можливої девіантної поведінки, особливо коли перебували в гостях у манґаки. Аракі довелося доводити, що його поведінка не така сама, як у його персонажа Рохана. Проте манґака так і не дав однозначної відповіді на те, чи створювався Рохан за його подобою, чи ні.

### Випуск
Манґа публікувалася в журналі Weekly Shonen Jump з 1992 до 1995 року. Всього було випущено 174 розділи, зібрані потім у 18 томів манґи. Поряд із манґою, Аракі створив безліч спінофів, де головним героєм стає Рохан Кішібе. Перший під назвою Thus Spoke Rohan Kishibe ~Episode 16.. Confessional~ (яп. 岸辺露伴は動かない〜エピソード16‥懺悔室〜, Кісібе рохан ва уґоканай ~епісо:до 16.. дзанґешіцу) був опублікований в журналі Weekly Shonen Jump в 1997. Другий спіноф під назвою Thus Spoke Rohan Kishibe -Mutukabezaka- (яп. 岸辺露伴は動かない -六壁坂-, Кісібе рохан ва уґоканай -Муцукабедзака-) був опублікований в журналі Jump Square в 2007 році. Третій спін-оф Kishibe Rohan wa Ugokanai 〜 Episōdo 5: Fugō-mura 〜 (яп. 岸辺露伴は動かない 〜エピソード5:富豪村〜, Кішібе Рохан ва уґоканай ~епісо:до 5: Фуґо:-мура) був випущений видавництвом Shueisha в 2012, а останній, шостий, спіноф — Kishibe Rohan wa Ugokanai - Episōdo 6: Mitsuryō Kaigan (яп. 岸辺露伴は動かない 〜エピソード6:密漁海岸〜, Кішібе Рохан ва уґоканай ~епісо:до 6 :Міцурьо кайґан~) в 2013 році. Четвертий спіноф являє собою 123-сторінковий спіноф комікс під назвою Rohan au Louvre (яп. 荒木飛呂彦 岸辺露伴 ルーヴルへ行く, Аракі Хірохіко Кішібе Рохан ру:вуру е іку) написаний спеціально для виставки коміксів Le Louvre invite la bande dessinée в Луврі. У цьому ж році цей розділ був опублікований у Франції і випускався в журналі Ultra Jump. Серію також випустили в лютому 2012 року в США компанією NBM Publishing. Спеціальний випуск Rohan Kishibe Goes to Gucci (яп. 岸辺露伴 グッチへ行く, Кішібе Рохан Ґуччі е іку) був створений в результаті співпраці між автором манґи, жіночим журналом моди Spur і італійським брендом Gucci і вперше представлявся на виставці Gucci в Японії. Ще один спіноф під назвою Thus Spoke Rohan Kishibe ~Episode 5: Millionaire Village~ (яп. 岸辺露伴は動かない 〜エピソード5:富豪村〜, Кішібе рохан ва уґоканай ~епісо:до 5: Фуґо:-мура) був опублікований 6 жовтня 2012 в журналі Weekly Shonen Jump.

## Аніме

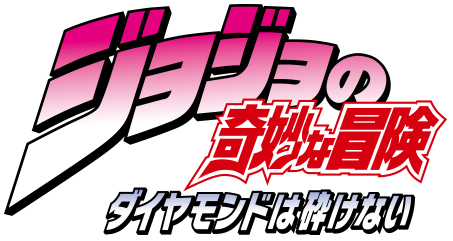
Логотип назви аніме-серіалу

Вперше про майбутній вихід аніме-екранізації стало відомо 25 жовтня 2015 року. Прем'єра першої серії відбулася у квітні 2016 року. Режисером виступив Наокацу Цуда, за сценарій відповідав Ясуко Кобаясі, дизайн персонажів — Терумі Нісії, а музику до аніми писав Юго Канно. Серіал транслювався в Японії з 1 квітня по 23 грудня 2016. Щоб відповідати художньому стилю манґи, аніме використовує сюрреалістичну колірну гаму. Так, наприклад, місто виконане в м'яких і пастельних кольорах, дерева мають фіолетовий відтінок. Небо завжди жовте, вечірнє виконане у рожевих тонах. На цьому тлі самі персонажі та їхні стенди відрізняються своїми яскравими тонами.
Серії, випущені на Blu-ray виданнях, помітно відрізняються від тих, що транслювалися по телебаченню; багато сцен були перемальовані для підвищення якості, а також деякі сцени були додані деталі. З жорстоких сцен з демонстрацією розтрощених органів було прибрано цензуру.
Перше видання на дисковому носії потрапило до списку бестселерів у Японії, DVD версія з проданими 1,179 копіями зайняла 8 місце станом на 24-30 квітня 2017, а Blu-ray видання з 5,108 проданими екземплярами — п'яте місце. Друге видання у DVD та Blu-ray форматах станом на 22-28 травня зайняло 10 місце з проданими 1,157 та 4,956 копіями.
Початкову тему до 14 перших серій четвертого сезону за мотивами Diamond Is Unbreakable — Crazy Noisy Bizarre Town виконував японський музичний гурт The DU (Дзін Сирота, Дайсуке Вадам та Дейту), а до 15-26 серій це пісня Chase яку виконував поп-рок гурт Batta. Для 27-39 серій відкриваючою темою була використана пісня Great Days, яку виконав Дайсуке Хасегава і Карен Аокі. Як закриваючу тему була використана музика з синглу 1996 року I Want You австралійської поп-групи Savage Garden окремо для 39 серії для теми, що закриває, була використана пісня Great Days Units ver, виконана японським гуртом JO☆UNITED (Хіроакі Томінага, Кода, Дзін Хасімото, Дзюн Сирота, Дайсуке Вада, Дейті, Тацу Хосіно, Дайсуке Хасегава і Карен Аокі).

## Сприйняття
Персонаж Йошікаґе Кіра номінувався, як найкращий лиходій року на премію Villain of the Year у 2017 році, де програв Гаку Ясіро з Boku Dake ga Inai Machi не набравши приблизно 400 голосів.

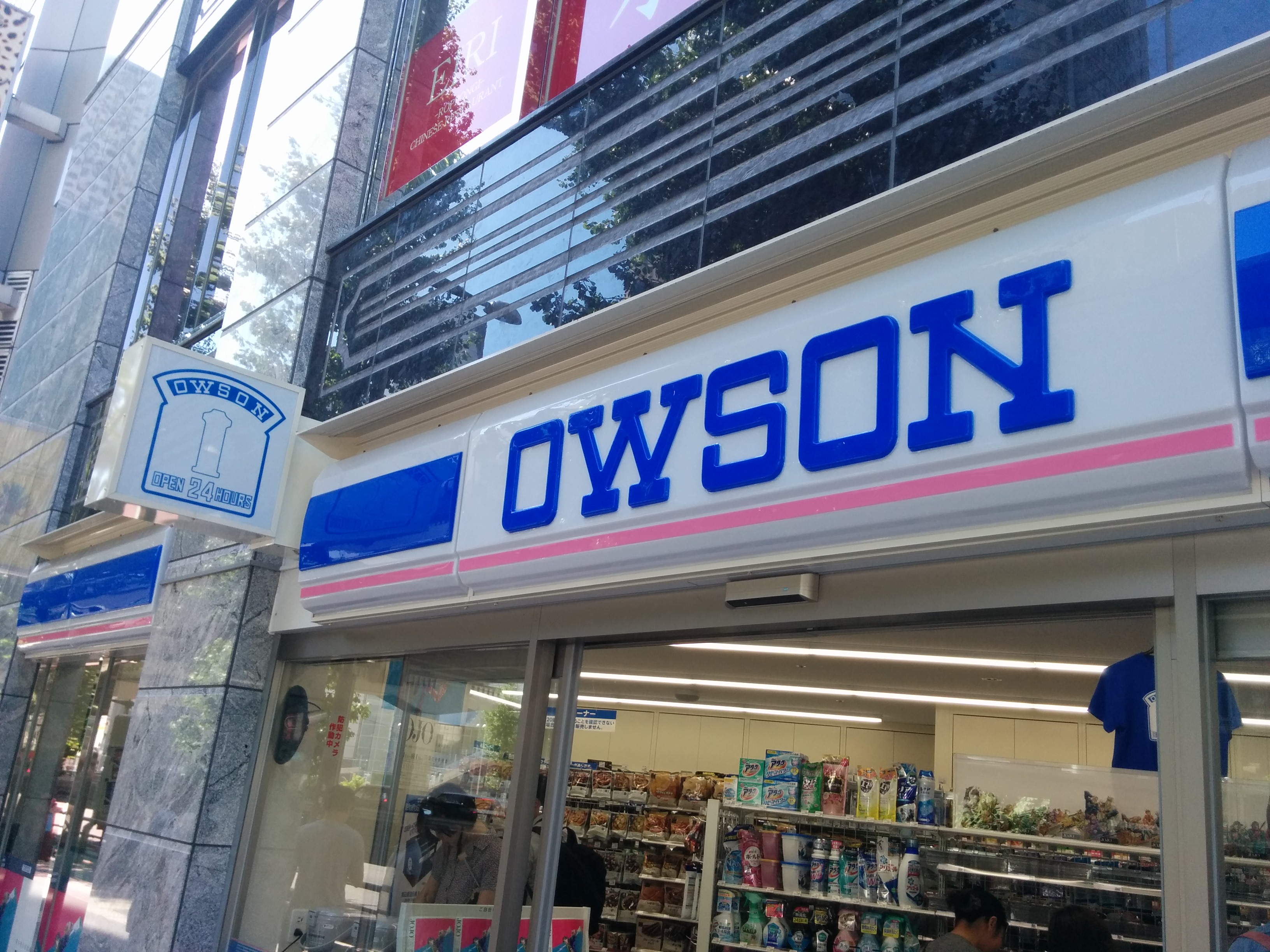
Магазин «Оусон», у Сендаї. Був створений за образом вигаданого магазину у манґі.

Едж Коулділд у своєму огляді аніме-серіалу назвав його дивним і безглуздим. Сцени та сюжет відрізняється «епічністю», нереалістичністю, роздутістю та й одночасно своєю привабливістю, що однак і робить франшизу JoJo's Bizarre Adventure такою унікальною. При цьому Diamond Is Unbreakable відрізняється від інших серій легкістю оповідання та невимушеною атмосферою; якщо Stardust Crusaders це м'яз франшизи Jojo, то Diamond Is Unbreakable — її дорогоцінний камінь, що світиться. Персонажі мають складний і багатошаровий характер. У кожного з них є свої власні бажання та турботи, але вони перш за все хороші. Вони не ховаються і не згинаються по забаганку лиходія. Головний лиходій — Йошікаґе Кіра теж вийшов вкрай цікавим персонажем і нетиповим лиходієм наприклад у порівнянні з Діо Брандо, що бере своєю колосальною фізичною силою і представляє собою чисте зло наяву; Кіра діє з тіні, влаштовуючи терор героям. Сюжет розкриває Кіру, як особистість зі своїми дивностями і чудачствами.
На думку критика сайту ootb-media, четверта частина ламає канон попередніх частин, де зло загрожує всьому людству, оскільки новим антагоністом стає серійний вбивця, обмежений містом. Сам сюжет стає детективнішим на відміну попередніх серій.

### Чи рятував себе Джоске?
Особливий інтерес у фанатів викликав безіменний персонаж, який врятував маленького Джоске, коли Томоко, мати Джоске, терміново везла хлопчика до лікарні в інше місто та її машина застрягла у снігу під час снігової хуртовини. Сюжетні дірки, пов'язані з цим персонажем, залишені Хірохіко Аракі започаткували теорію серед фанатів, що незнайомець і є сам Джоске, який прийшов з майбутнього. На користь цієї теорії наводяться факти того, що незнайомець мав ту саму зовнішність, що й дорослий Джоске, а також, що він раптово з'явився з «нізвідки» побитим до крові в порожній місцевості між містами і відмовився сісти в машину з Томоко. А враховуючи, що одна з нових здібностей стенда Йошікаґе Кіри — Bite The Dust дозволяє переміщувати ціль у часі, то цілком ймовірно, що Аракі справді спочатку замислював сюжет, де Джоске переміщається в минуле, щоб урятувати себе від загрози Кіри, але з якоїсь причини вирішив відмовитися від цього розвитку сюжету. Передбачається, що спочатку Аракі дійсно хотів створити інтригу навколо того, що чи справді Джоске врятував себе в дитинстві, проте манґака при створенні розв'язки історії не зумів грамотно включити даний сюжетний поворот, або вирішив швидше закінчити манґу, упустивши деякі менш важливі елементи або просто забув про це.

### Дивні Пригоди ЙоЙо: Розбити діамант неможливо
У квітні 2016 року, на російському Першому каналі транслювався виступ японського фігуриста Кейдзі Танакі. Сам фігурист виступав в образі головного героя Diamond is Unbreakable — Дзьосуке Хіґасікати та під опенінг Jojo's Bizarre Adventures: Diamond is Unbreakable . Російський коментатор каналу вільно переклав назву синглу таким чином — «Дивні Пригоди ЙоЙо: Розбити діамант неможливо». Ця фраза стала причиною жартів серед російськомовної фанатської спільноти Jojo.